# 冬のオペラ
『冬のオペラ』（ふゆのオペラ）は、北村薫の短編推理小説集。またその表題作の短編小説。
名探偵の巫弓彦（かんなぎ ゆみひこ）を主人公とした3篇が収録されている。なお、このシリーズは角川書店より全編南天佑作画で漫画化されている。

## あらすじ
叔父の経営する不動産会社への勤務を始めた姫宮あゆみは、ある日、同じビルの2階に1つの案内板を見つける。「名探偵　巫弓彦　人知を越えた難事件を即解決　身元調査等、一般の探偵業は行いません…」。一風変わった文句に惹かれ事務所を訪ねたあゆみは「名探偵とは、存在であり意志である」と主張し、生活苦の中であっても、たとえ事件が起きなくても名探偵として生きることを選んだ壮年の紳士、巫弓彦に出会う。
現代に「名探偵」として生きることの哀しさを、姫宮あゆみの視点で描く。

## 登場人物
巫 弓彦（かんなぎ ゆみひこ）
首都の一角にある雑居ビルの2階に「名探偵事務所」を構える。一般の探偵業は行わず、扱うのは「人知を越えた難事件」のみ。もっとも、「人知を越えた難事件」などそうそうあるものではなく、普段は、ビアガーデンのボーイなど、様々なバイトをして生活費を稼いでいる。
年齢は40歳前後、濃い眉、射るような眼、きつく結んだ口は定規で引いたようである。長身を縦にまっすぐ伸ばし、低く、落ち着いた声で話す。独身。サラリーマンをしていたようだが、ある日突然、「自らが名探偵であること」に気付き、会社を辞める。「名探偵とは存在であり意志である」と主張し、事務所を開くまで、名探偵としての実績は皆無であった。名探偵業での収入は当てにしておらず、路傍に死すも覚悟の上、と言う。姫宮が持ち込む事件の真相を、ほぼ一瞬で見抜き、解決する。
姫宮 あゆみ（ひめみや あゆみ）
本作では事件の記録者という立場。不動産会社の事務員。冷静沈着で、物事に全く動じない。

## 収録作
三角の水
『別冊婦人公論』1992年冬号 掲載
蘭と韋駄天
『別冊婦人公論』1992年春号 掲載
冬のオペラ
『小説中公』1993年7・8月号 掲載